# Virtus Entella 2021-2022
Questa voce raccoglie le informazioni riguardanti la Virtus Entella nelle competizioni ufficiali della stagione 2021-2022.

## Stagione
Nella stagione 2021-2022 la Virtus Entella disputa il girone B del campionato di Serie C, vi raccoglie 65 punti con il quarto posto nel girone. Nel secondo turno della fase a gironi dei Play-off pareggia (1-1) con l'Olbia, superando il turno perché meglio piazzata in campionato, Nel primo turno della fase nazionale incrocia il Foggia, in Puglia perde (1-0), si qualifica nel ritorno vincendo (2-1) al Comunale, nel secondo turno nazionale l'Entella viene eliminato dai Play-off dal Palermo, (1-2) al Comunale di Chiavari e (2-2) al Barbera, dopo essere stata in vantaggio (0-2) fino a dieci minuti dal termine. La squadra ligure allenata da Gennaro Volpe in campionato raccoglie 30 punti nel girone di andata e 35 punti nel ritorno, centrando un ottimo quarto posto. Nella Coppa Italia di Serie C la Virtus nel primo turno supera (1-0) il Fiorenzuola, nel secondo turno elimina (1-2) il Cesena, mentre negli ottavi di finale esce dal torneo perdendo (2-1) a Padova dopo i tempi supplementari.

## Divise e sponsor
Lo sponsor tecnico per la stagione 2021-2022 è Adidas; tutte e tre le divise sono personalizzate attraverso il programma Miadidas, mentre la terza maglia proviene dal catalogo teamwear del marchio tedesco. Main sponsor presente sulle divise da gioco è Duferco Energia.
|  | Casa | Trasferta | Terza divisa |

## Rosa
| N. |                      | Ruolo | Calciatore         |
| -- | -------------------- | ----- | ------------------ |
| 1  | Italia (bandiera)    | P     | Andrea Paroni      |
| 2  | Australia (bandiera) | D     | Gabriel Cleur      |
| 3  | Italia (bandiera)    | D     | Luca Barlocco      |
| 4  | Italia (bandiera)    | D     | Paolo Sadia Coly   |
| 5  | Italia (bandiera)    | D     | Andrea Bruno       |
| 6  | Italia (bandiera)    | D     | Davide Alesso      |
| 7  | Italia (bandiera)    | C     | Daniele Dessena    |
| 8  | Italia (bandiera)    | A     | Alessandro Capello |
| 9  | Italia (bandiera)    | A     | Andrea Magrassi    |
| 10 | Italia (bandiera)    | C     | Andrea Schenetti   |
| 11 | Italia (bandiera)    | A     | Claudio Morra      |
| 13 | Italia (bandiera)    | C     | Filippo Di Maro    |
| 14 | Italia (bandiera)    | C     | Jacopo Lipani      |
| 15 | Italia (bandiera)    | D     | Michele Pellizzer  |
| 16 | Italia (bandiera)    | A     | Emanuele Banfi     |
| 17 | Svezia (bandiera)    | C     | Nermin Karić       |
| 18 | Italia (bandiera)    | C     | Matteo Prosdocimi  |
| 19 | Italia (bandiera)    | D     | Marco Chiosa       |

| N. |                      | Ruolo | Calciatore        |
| -- | -------------------- | ----- | ----------------- |
| 20 | Italia (bandiera)    | C     | Leonardo Morosini |
| 21 | Italia (bandiera)    | D     | Mauro Coppolaro   |
| 22 | Lituania (bandiera)  | P     | Ovidijus Šiaulys  |
| 23 | Italia (bandiera)    | C     | Andrea Paolucci   |
| 24 | Italia (bandiera)    | P     | Daniele Borra     |
| 25 | Italia (bandiera)    | P     | Ruben Rinaldini   |
| 26 | Argentina (bandiera) | D     | Matías Silvestre  |
| 27 | Italia (bandiera)    | C     | Manuel Cicconi    |
| 27 | Italia (bandiera)    | C     | Riccardo Palmieri |
| 28 | Albania (bandiera)   | C     | Armand Rada       |
| 29 | Italia (bandiera)    | C     | Matteo Maresca    |
| 30 | Italia (bandiera)    | C     | Federico Macca    |
| 31 | Italia (bandiera)    | C     | Leonardo Di Cosmo |
| 32 | Argentina (bandiera) | A     | Facundo Lescano   |
| 33 | Albania (bandiera)   | A     | Silvio Merkaj     |
| 34 | Italia (bandiera)    | C     | Lorenzo Meazzi    |
| 35 | Austria (bandiera)   | D     | Markus Pavic      |
| 36 | Canada (bandiera)    | D     | Kosovar Sadiki    |

## Calciomercato

### Sessione estiva(dal 01/07 al 31/08)
| Acquisti | Acquisti          | Acquisti           | Acquisti      |
| R.       | Nome              | da                 | Modalità      |
| -------- | ----------------- | ------------------ | ------------- |
| P        | Ovidijus Siaulys  | Città di Varese    | fine prestito |
| D        | Luca Barlocco     | L.R. Vicenza       | svincolato    |
| D        | Ivan De Santis    | Modena             | fine prestito |
| D        | Matías Silvestre  | R.E. Mouscron      | svincolato    |
| C        | Manuel Cicconi    | Como               | fine prestito |
| C        | Daniele Dessena   | Pescara            | svincolato    |
| C        | Nermin Karić      | Südtirol           | svincolato    |
| C        | Jacopo Lipani     | Derthona           | fine prestito |
| C        | Armand Rada       | Renate             | definitivo    |
| A        | Facundo Lescano   | Sambenedettese     | svincolato    |
| A        | Leonardo Di Cosmo | Virtus Francavilla | fine prestito |
| A        | Silvio Merkaj     | Vastogirardi       | svincolato    |
| A        | Claudio Morra     | Pordenone          | fine prestito |
| A        | Tomi Petrović     | Lucchese           | fine prestito |

| Cessioni | Cessioni                | Cessioni           | Cessioni      |
| R.       | Nome                    | a                  | Modalità      |
| -------- | ----------------------- | ------------------ | ------------- |
| P        | Mirko Albertazzi        | AZ Picerno         | svincolato    |
| P        | Giuseppe De Luca        |                    | svincolato    |
| P        | Alessandro Russo        | Sassuolo           | fine prestito |
| D        | Federico Bonini         | Gubbio             | prestito      |
| D        | Filippo Costa           | Napoli             | fine prestito |
| D        | Filippo De Col          | Südtirol           | svincolato    |
| D        | Fabrizio Poli           | Juventus           | svincolato    |
| D        | Stefano Reali           | Torino             | prestito      |
| C        | Simone Andreis          | Rimini             | prestito      |
| C        | Marco Brescianini       | Milan              | fine prestito |
| C        | Cassio Cardoselli       | Siena              | prestito      |
| C        | Matheus Cecchini Muller | Inter              | prestito      |
| C        | Vlad Dragomir           | Pafos              | svincolato    |
| C        | Ilias Koutsoupias       | Ternana            | prestito      |
| C        | Andrea Marcucci         | Latina             | prestito      |
| C        | Davide Mazzocco         | SPAL               | fine prestito |
| C        | Luca Nizzetto           |                    | svincolato    |
| C        | Andrea Settembrini      | Padova             | svincolato    |
| C        | Marco Toscano           | Virtus Francavilla | prestito      |
| A        | Matteo Brunori          | Juventus           | fine prestito |
| A        | Giuseppe De Luca        | Triestina          | svincolato    |
| A        | Matteo Mancosu          | Muravera           | svincolato    |
| A        | Tomi Petrović           | Lecco              | prestito      |
| A        | Alejandro Rodríguez     | Chievo             | fine prestito |
| A        | Davide Villa            | Empoli             | prestito      |

### Sessione invernale(dal 04/01 al 01/02)
| Acquisti | Acquisti          | Acquisti    | Acquisti   |
| R.       | Nome              | da          | Modalità   |
| -------- | ----------------- | ----------- | ---------- |
| D        | Kosovar Sadiki    | Finn Harps  | svincolato |
| C        | Riccardo Palmieri | Fiorenzuola | definitivo |

| Cessioni | Cessioni       | Cessioni | Cessioni |
| R.       | Nome           | a        | Modalità |
| -------- | -------------- | -------- | -------- |
| D        | Andrea Bruno   | Legnago  | prestito |
| C        | Manuel Cicconi | Renate   | prestito |

## Risultati

### Serie C

#### Girone di andata
| Arbitro: | Cascone (Nocera Inferiore) |

|                             |           |  |
| Schenetti 53’ Coppolaro 63’ | Marcatori |  |

| Arbitro: | Catanoso (Reggio Calabria) |

|                                    |           |                      |
| Jallow 3’ Gambale 40’ Tozzuolo 70’ | Marcatori | 79’ (rig.) Schenetti |

| Arbitro: | Marotta (Sapri) |

|                           |           |  |
| Lescano 26’ Schenetti 71’ | Marcatori |  |

| Arbitro: | Tremolada (Monza) |

|                                    |           |             |
| Cittadino 17’ Sarao 53’ Mangni 56’ | Marcatori | 59’ Lescano |

| Arbitro: | Rutella (Enna) |

|             |           |                                |
| Minesso 52’ | Marcatori | 1’ Magrassi 81’ (rig.) Lescano |

| Arbitro: | Mucera (Palermo) |

|                                   |           |                                  |
| Magrassi 10’ L. Morosini 26’, 39’ | Marcatori | 15’ Mancini 49’ Ragatzu 87’ Udoh |

| Arbitro: | E. Longo (Cuneo) |

|                   |           |                 |
| Magnaghi 71’, 85’ | Marcatori | 89’ L. Morosini |

| Arbitro: | Gualtieri (Asti) |

|                           |           |                            |
| Lescano 37’ Schenetti 62’ | Marcatori | 25’ De Marchi 72’ Pompetti |

| Arbitro: | Caldera (Como) |

|            |           |  |
| Varela 80’ | Marcatori |  |

| Chiavari 19 ottobre 2021, ore 21:00 CEST 10ª giornata | Virtus Entella      | 0 – 0 referto | Vis Pesaro | Stadio comunale (338 spett.)\| Arbitro: \| Di Marco (Ciampino) \| |
| Arbitro:                                              | Di Marco (Ciampino) |               |            |                                                                   |

| Arbitro: | Zamagni (Cesena) |

|             |           |             |
| D'Auria 56’ | Marcatori | 73’ Dessena |

| Arbitro: | Kumara (Verona) |

|                        |           |  |
| Capello 35’ Merkaj 86’ | Marcatori |  |

| Arbitro: | Diop (Treviglio) |

|              |           |                             |
| Del Sole 51’ | Marcatori | 16’, 18’ Magrassi 81’ Cleur |

| Arbitro: | Cherchi (Carbonia) |

|                      |           |  |
| Lescano 90+2’ (rig.) | Marcatori |  |

| Pistoia 21 novembre 2021, ore 17:30 CET 15ª giornata | Pistoiese        | 0 – 0 referto | Virtus Entella | Stadio Marcello Melani (662 spett.)\| Arbitro: \| Zanotti (Rimini) \| |
| Arbitro:                                             | Zanotti (Rimini) |               |                |                                                                       |

| Arbitro: | N. Marini (Trieste) |

|                             |           |               |
| Merkaj 28’, 74’ Lescano 58’ | Marcatori | 45+1’ Pierini |

| Arbitro: | Giordano (Novara) |

|                          |           |                                                                            |
| Adopo 12’ Volpicelli 73’ | Marcatori | 16’ (rig.) Lescano 70’, 90+4’ Magrassi 75’ L. Morosini 90’ (rig.) Paolucci |

| Arbitro: | Carrione (Castellammare di Stabia) |

|  |           |             |
|  | Marcatori | 55’ Zamparo |

| Arbitro: | Catanoso (Reggio Calabria) |

|                     |           |            |
| Cognigni 37’ (rig.) | Marcatori | 10’ Merkaj |

#### Girone di ritorno
| Arbitro: | Canci (Carrara) |

|  |           |                            |
|  | Marcatori | 25’ L. Morosini 60’ Merkaj |

| Arbitro: | Cascone (Nocera Inferiore) |

|                                                          |           |                |
| L. Morosini 20’ Karić 24’ Lesacano 29’, 37’ Magrassi 81’ | Marcatori | 74’ Sorrentino |

| Arbitro: | Madonia (Palermo) |

|                                           |           |  |
| Belloni 15’ Collodel 23’ Corsinelli 90+1’ | Marcatori |  |

| Arbitro: | E. Longo (Cuneo) |

|                                                     |           |  |
| Di Cosmo 22’ Capello 40’ Magrassi 62’ Schenetti 73’ | Marcatori |  |

| Arbitro: | Panettella (Bari) |

|  |           |                                  |
|  | Marcatori | 50’ (rig.) Minesso 76’ Pergreffi |

| Arbitro: | Saia (Palermo) |

|                      |           |                                                  |
| Udoh 33’ Ragatzu 73’ | Marcatori | 26’ Schenetti 55’ (aut.) Travaglini 90+1’ Merkaj |

| Arbitro: | Marotta (Sapri) |

|              |           |  |
| Magrassi 44’ | Marcatori |  |

| Pescara 17 febbraio 2022, ore 21:00 CET 27ª giornata | Pescara        | 0 – 0 referto | Virtus Entella | Stadio Adriatico-Giovanni Cornacchia (1 590 spett.)\| Arbitro: \| Luciani (Roma) \| |
| Arbitro:                                             | Luciani (Roma) |               |                |                                                                                     |

| Arbitro: | Scarpa (Collegno) |

|                                 |           |                      |
| Schenetti 11’, 37’ Magrassi 30’ | Marcatori | 45+1’ (rig.) Guberti |

| Arbitro: | Crezzini (Siena) |

|                             |           |               |
| Marcandella 61’ Cannavò 72’ | Marcatori | 11’ Coppolaro |

| Arbitro: | Delrio (Reggio Emilia) |

|                                   |           |  |
| Coppolaro 8’ Karić 43’ Merkaj 63’ | Marcatori |  |

| Arbitro: | Kumara (Verona) |

|             |           |            |
| Belloni 81’ | Marcatori | 32’ Merkaj |

| Arbitro: | Taricone (Perugia) |

|                         |           |  |
| Merkaj 44’ Palmieri 52’ | Marcatori |  |

| Arbitro: | Di Cairano (Ariano Irpino) |

|                |           |  |
| Nocciolini 28’ | Marcatori |  |

| Arbitro: | Pirrotta (Barcellona Pozzo di Gotto) |

|                                  |           |           |
| Lescano 70’ Merkaj 80’ Karić 89’ | Marcatori | 20’ Bočić |

| Arbitro: | Caldera (Como) |

|               |           |  |
| Ardizzone 53’ | Marcatori |  |

| Arbitro: | Cascone (Castellammare di Stabia) |

|                          |           |                |
| Schenetti 49’ Merkaj 57’ | Marcatori | 11’ Volpicelli |

| Arbitro: | Perenzoni (Rovereto) |

|             |           |  |
| Rosafio 73’ | Marcatori |  |

| Arbitro: | Fontani (Siena) |

|                       |           |              |
| Barlocco 38’ Rada 47’ | Marcatori | 67’ Frediani |

### Play-off

#### Fase a gironi
| Arbitro: | Saia (Palermo) |

|           |           |             |
| Karić 46’ | Marcatori | 71’ Mancini |

#### Fase nazionale
| Arbitro: | Giordano (Novara) |

|               |           |  |
| A. Curcio 90’ | Marcatori |  |

| Arbitro: | Di Graci (Como) |

|                     |           |               |
| Rada 8’ Capello 72’ | Marcatori | 53’ Petermann |

| Arbitro: | Tremolada (Monza) |

|            |           |                                 |
| Merkaj 68’ | Marcatori | 46’ Luperini 52’ (rig.) Brunori |

| Arbitro: | Cascone (Nocera Inferiore) |

|                      |           |                             |
| Soleri 79’ Fella 84’ | Marcatori | 60’ (rig.) Merkaj 73’ Karic |

### Coppa Italia Serie C
| Arbitro: | Gauzolino (Torino) |

|              |           |  |
| Paolucci 78’ | Marcatori |  |

| Arbitro: | Fiero (Pistoia) |

|             |           |                               |
| Pierini 20’ | Marcatori | 1’ L. Morosini 90+3’ Magrassi |

| Arbitro: | Turrini (Firenze) |

|                          |           |             |
| Bifulco 63’ Chiricò 105’ | Marcatori | 62’ Capello |

## Statistiche

### Statistiche di squadra
Statistiche aggiornate al 1º luglio 2021.
| Competizione         | Punti | In casa | In casa | In casa | In casa | In casa | In casa | In trasferta | In trasferta | In trasferta | In trasferta | In trasferta | In trasferta | Totale | Totale | Totale | Totale | Totale | Totale | DR |
| Competizione         | Punti | G       | V       | N       | P       | Gf      | Gs      | G            | V            | N            | P            | Gf           | Gs           | G      | V      | N      | P      | Gf     | Gs     | DR |
| -------------------- | ----- | ------- | ------- | ------- | ------- | ------- | ------- | ------------ | ------------ | ------------ | ------------ | ------------ | ------------ | ------ | ------ | ------ | ------ | ------ | ------ | -- |
| Serie C              | 65    | 19      | 14      | 3       | 2       | 0       | 0       | 19           | 5            | 5            | 9            | 0            | 0            | 38     | 19     | 8      | 11     | 62     | 40     | 22 |
| Coppa Italia Serie C | -     | 0       | 0       | 0       | 0       | 0       | 0       | 0            | 0            | 0            | 0            | 0            | 0            | 0      | 0      | 0      | 0      | 0      | 0      | 0  |
| Totale               | -     | 0       | 0       | 0       | 0       | 0       | 0       | 0            | 0            | 0            | 0            | 0            | 0            | 0      | 0      | 0      | 0      | 0      | 0      | 0  |

### Andamento in campionato
| Giornata  | 1 | 2  | 3 | 4 | 5 | 6 | 7  | 8  | 9  | 10 | 11 | 12 | 13 | 14 | 15 | 16 | 17 | 18 | 19 | 20 | 21 | 22 | 23 | 24 | 25 | 26 | 27 | 28 | 29 | 30 | 31 | 32 | 33 | 34 | 35 | 36 | 37 | 38 |
| --------- | - | -- | - | - | - | - | -- | -- | -- | -- | -- | -- | -- | -- | -- | -- | -- | -- | -- | -- | -- | -- | -- | -- | -- | -- | -- | -- | -- | -- | -- | -- | -- | -- | -- | -- | -- | -- |
| Luogo     | C | T  | C | T | T | C | T  | C  | T  | C  | T  | C  | T  | C  | T  | C  | T  | C  | T  | T  | C  | T  | C  | C  | T  | C  | T  | C  | T  | C  | T  | C  | T  | C  | T  | C  | T  | C  |
| Risultato | V | P  | V | P | V | N | P  | N  | P  | N  | N  | V  | V  | V  | N  | V  | V  | P  | N  | V  | V  | P  | V  | P  | V  | N  | V  | V  | P  | V  | N  | V  | P  | V  | P  | V  | P  | V  |
| Posizione | 3 | 10 | 3 | 9 | 6 | 8 | 11 | 12 | 12 | 12 | 12 | 10 | 7  | 5  | 5  | 4  | 4  | 4  | 6  | 4  | 5  | 4  | 4  | 5  | 4  | 4  | 4  | 4  | 4  | 4  | 4  | 4  | 5  | 4  | 4  | 4  | 5  | 4  |

Legenda:

Luogo: C = Casa; T = Trasferta. Risultato: V = Vittoria; N = Pareggio; P = Sconfitta.